# エヴァン・イェーガー
エヴァン・イェーガー（Evan Reese Jager, 1989年3月8日 - ）は、アメリカ合衆国の陸上競技選手。3000m障害北米記録保持者。コーチはジェリー・シューマッハー。

## 経歴
ハリー・D・ジェイコブ高校ではジェリー・シューマッハーに師事してクロスカントリーや1500mに取り組む。
卒業後はウィスコンシン大学マディソン校に入学。1500mで結果を残してナイキとプロ契約を結んだため、ポートランドへ引っ越して変わらずシューマッハーに師事した。学業の方も継続して取り組み、ポートランド大学へ留学した。
2012年に3000mSCに転向。同年7月20日には8分06秒81でアメリカ合衆国記録を樹立。ロンドンオリンピックは6位入賞。8月17日のダイヤモンドリーグストックホルム大会では3000mに出場し、7分35秒16の自己記録を出した。
2013年のモスクワ世界選手権は5位入賞。9月6日のダイヤモンドリーグブリュッセル大会では5000mに出場し、13分02秒40の自己記録を出した。
2015年7月4日のダイヤモンドリーグパリ大会では3000m障害に出場し、得意のロングスパートで後続のジャイルス・ビレッチを引き離すも、最後の障害の着地でバランスを崩し転倒。ビレッチに逆転を許すレースとなったが、8分00秒45の自己記録を出した。世界選手権北京大会では6位入賞。
2016年のリオデジャネイロオリンピックでは3000mSCで2位に入り、世界大会で初めて表彰台に上がった。
2017年7月21日のダイヤモンドリーグモナコ大会では3000mSCで8分01秒29で優勝。その年のWLでロンドン世界選手権に臨み、ロングスパートで逃げ切ろうとしたが、残り1周でコンセスラス・キプルトとソフィアン・エル・バッカリに対応されて3位に終わった。しかし、世界大会2大会連続で表彰台に上がった。

## 自己ベスト
- 1500m - 3分32秒97 (2015年6月14日、ポートランド)
- 1マイル - 3分53秒33 (2014年5月31日、ユージーン)
- 室内1マイル - 3分55秒25 (2015年2月14日、ニューヨーク)
- 室内2000m - 4分57秒56 (2014年2月15日、ニューヨーク)
- 3000m - 7分35秒16 (2012年8月17日、ストックホルム)
- 室内3000m - 7分40秒10 (2016年2月20日、ニューヨーク)
- 2マイル - 8分47秒59 (2007年6月15日、グリーンズボロ)
- 室内2マイル - 8分14秒95 (2013年2月16日、ニューヨーク)
- 5000m - 13分02秒40 (2013年9月6日、ブリュッセル)
- 室内5000m - 13分33秒37 (2013年3月1日、ニューヨーク)
- 3000mSC - 8分00秒45 (2015年7月4日、パリ)